# A Swingin' Summer
Pour plus de détails, voir Fiche technique et Distribution.
A Swingin' Summer est un film américain réalisé par Robert Sparr, sorti en 1965.

## Fiche technique
- Titre : A Swingin' Summer
- Réalisation : Robert Sparr
- Scénario : Leigh Chapman et Reno Carell
- Musique : Harry Betts
- Pays de production :  États-Unis
- Genre : comédie
- Durée : 80 minutes
- Date de sortie : 1965

## Distribution
- Raquel Welch : Jeri
- James Stacy : Mickey
- Lori Williams : Swingin' Summer Girl
- William Wellman Jr. : Rick
- Quinn O'Hara (en) : Cindy
- Martin West (en) : Turk
- Mary Mitchel : Shirley
- Allan Jones : Mr Johnson
- Lili Kardell : Sandra
- Michael Blodgett : Beach Boy Dancer
- The Righteous Brothers : Eux-mêmes
- Gary Lewis & the Playboys : Eux-mêmes
- Jody Miller : Elle-même